# Uaquidi
Abu Abedalá Maomé ibne Omar ibne Uaquidi Alasmani (em árabe: أبو عبد الله محمد بن عمر بن واقد; romaniz.: Abu Abdullah Muhammad ibn Omar ibn Uaqid al-Aslami; c. 130 - 207 AH; c. 748 - 822 AD), comumente referido como Uaquidi (em árabe: الواقدي; romaniz.: al-Uaqidi), foi um historiador árabe, nascido e educado em Medina.
Quando o califa abássida Harune Arraxide, em 186AH, realizou o haje e visitou Medina, este enviou o seu vizir Iáia ibne Calide à frente para encontrar um guia adequado. Uaquidi foi o guia escolhido, e acompanhou o califa de volta a Bagdá, onde se estabeleceu. Na altura da sua morte, tinha o posto de cádi da parte ocidental de Bagdá. 
Uaquidi foi um colector de tradições e autor de vários livros. O seu secretário, Ibne Sade de Bagdá também foi um historiador famoso, fazendo uso da informação recolhida por Uaquidi. Ambos escreveram biografias do profeta Maomé que foram importantes suplementos do Sirat Rasul Allah de ibne Ixaque, contudo, apenas uma parte da obra de Uaquidi sobreviveu.
Somente um dos trabalhos de Uaquidi sobreviveu - Kitab al-Tarikh ua al-Magazi ("Livro de História e Campanhas") que descreve as campanhas, conhecidas como razias, realizadas quando o Profeta governava Medina. Outra obra atribuída a Uaquidi é a Futuh al-Sham ("A Conquista da Síria"), que contém personagens do século sexto islâmico, posteriores à morte de Uaquidi, o que tem levado alguns escritores muçulmanos a declarem que Uaquidi é um fonte pouco confiável. Imam Shafi afirma que: "os livros escritos por Uaquidi não são mais que mentiras".